# أنبدزكين (آيت عباس)
أنبدزكين هي إحدى مشيخات المملكة المغربية، تتبع جغرافيا لإقليم أزيلال وإداريًا لآيت عباس. يقدر عدد سكانها بـ 999 نسمة حسب الإحصاء الرسمي للسكان والسكنى لسنة 2004.